# 黃超武
黃超武（Wong Chiu Mo，1912年—1993年），粵劇小武，第二次世界大戰前服務馬師曾的「太平劇團」，曾在美國纽约精武體育會-虎爪精武-黄文采師傅學習八卦黑虎爪。。
黃超武從越南返回香港後，1956年7月起在高陞戲院及東樂戲院演出。
以黃超武始創「宇宙燈」為號召增加舞台效果，電影《斬龍遇仙》（1956年12月12日香港首映）在1956年12月10日（星期一）於金華戲院試影。
香港《工商晚報》、亞洲畫報及香港商業電台主辦的「第一屆最受歡迎國粵語十大影片選舉」，黃超武在1962年2月3日（星期五）晚上7時45分，商台的《最受歡迎國粵語十大影片特輯》節目裡，與周坤玲、王萊接受梁德海訪問，黃超武講述他在1961年11月從美國返回香港，與李寶瑩組成「超寶劇團」，其他演員包括英麗梨、羅家權及蕭仲坤。
黃超武與盧海天在美國舊金山合資經營金漢酒家。
黃超武的長子黃美生與劉錦玲（香港政治部前總華探長鄧天的第二女兒）在1966年5月15日（星期日）在美國舊金山聖馬利教堂舉行婚禮。
何非凡1964年到美國舊金山演出時，曾住在黃超武及周坤玲夫婦的家，並傳出緋聞後，周坤玲向黃超武要求離婚。
黃超武在1973年返回香港觀看雛鳳鳴劇團的演出，任劍輝在1973年11月13日（星期二）晚上演出後，設宴與他夜宵。
黃超武從美國舊金山搭乘中華航空公司客機經臺灣省觀光兩星期，在1974年11月16日（星期六）下午4時到達香港，麥炳榮、李寶瑩、阮兆輝及尹飛燕等粵劇紅伶接機。他向記者表示會留在香港一星期，然後到泰國觀光。
年過60歲的黃超武，在1979年11月與白艷江組團，在美國演出粵劇。
黃超武在20世紀80年代結束金漢酒家後退休，之後曾因心臟病入醫院三次，1991年被選為美國八和會館主席，每日操曲練功，常參加慈善籌款演出。
79歲的黃超武在1991年12月到香港，參加由黃夏蕙策劃，為仁愛堂籌款的「省港澳美加紅伶閨秀大匯演」，他在12月13日晚上，穿著麥炳榮的「鎖子黃金甲、拉直雉雞尾」戲服，與陳嘉鳴合唱《鳳閣恩仇未了情》主題曲 ，唱功鏗鏗悅耳，動架穩如盤石，做手不凡。

## 外部連結
- 香港電影資料館：黃超武演出電影的記錄[永久]
- 黃超武在互联网电影资料库（IMDb）上的資料（英文）
- 黃超武在香港影庫上的簡介